# Eskilsbyggegölen
Eskilsbyggegölen är en sjö i Sävsjö kommun i Småland och ingår i Lagans huvudavrinningsområde. Sjön är 5,6 meter djup, har en yta på 0,028 kvadratkilometer och är belägen 305 meter över havet.